# 高逸華軒

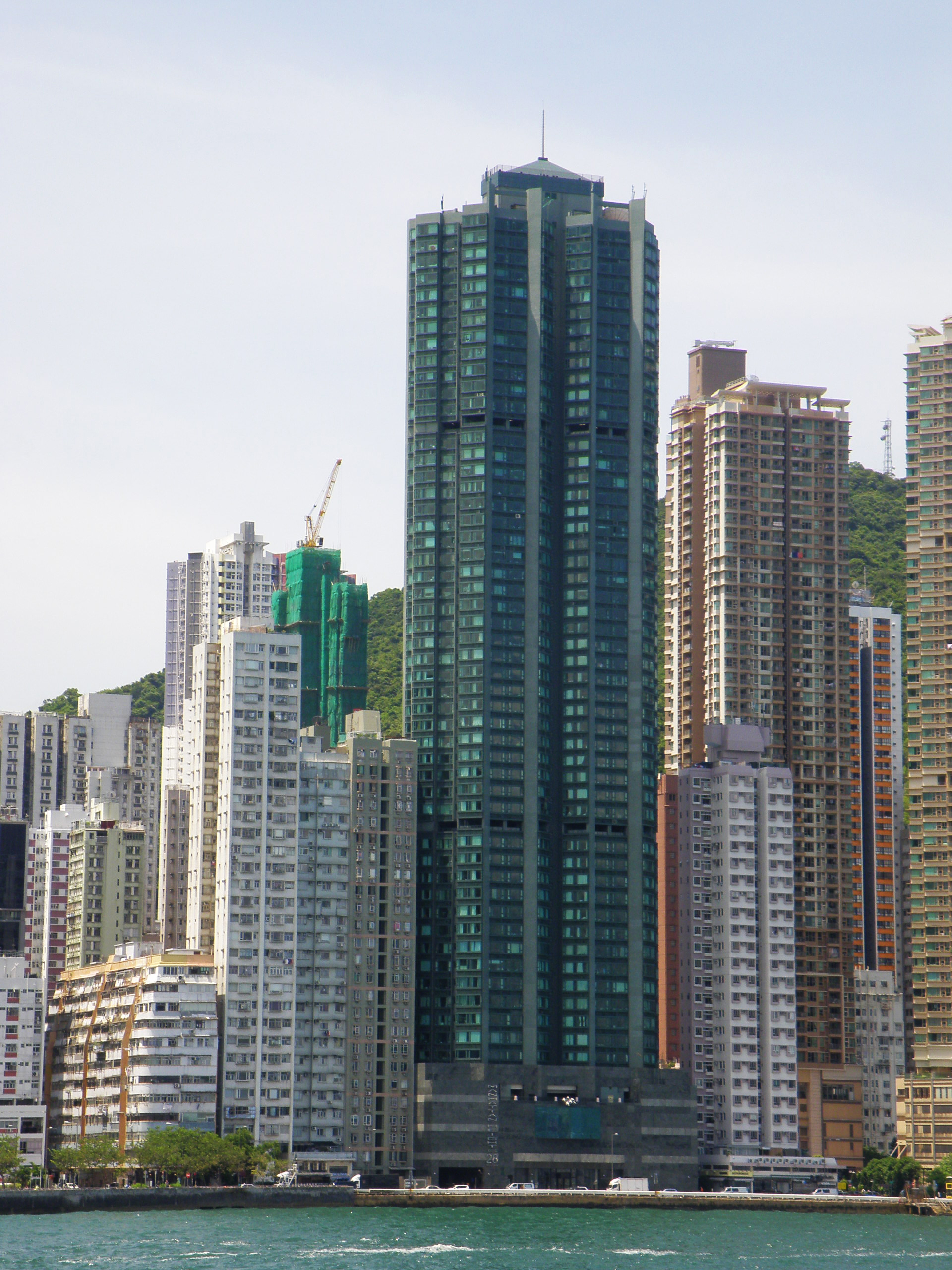
高逸華軒

高逸華軒（英語：Manhattan Heights）位於香港香港島堅尼地城堅彌地城新海旁28號，是單幢式住宅，提供476個單位，由長江實業和福利集團合作發展，在2000年落成。屋苑現時為福利集團何世柱家族創辦及持有的資產。

## 住宅
屋苑採雙座式設計，樓高60層，低層5樓至35樓是服務式住宅由業主福利置業經營，部份低層單位已於2016年正式拆售 （页面存档备份，存于）。
36至60樓為私人住宅，可自由買賣，建築面積610至950方呎，提供2至3房單位。除38樓設6伙外，每層設10伙單位（A至K室），每5伙為一組分據兩端，並以長廊相通，中央為共用的電梯大堂，兩端加裝玻璃門及密碼開關。部分單位可享維多利亞港海景，遠眺西九龍、昂船州大橋、大嶼山及日落海景。

## 設施
大廈2樓設會所連平台花園，佔地約35,000方呎。設施包括橢圓形的戶外游泳池、兒童遊樂場、健身室，桑拿浴室、壁球室、桌球室、乒乓球室、多用途影音活動室及閱讀室等。

## 鄰近
- 泓都
- 港鐵堅尼地城站
- 堅尼地城電車總站
- 爹核士街
- 士美菲路
- 堅尼地城新海旁
- 加多近街臨時花園
- 厚和街

## 站外連結
- 官方網址
- Emporis網 數據資料 （页面存档备份，存于）